# Teplice nad Bečvou
Teplice nad Bečvou é uma comuna checa localizada na região de Olomouc, distrito de Přerov.